# Corea del Sud ai Giochi della XIX Olimpiade
La Corea del Sud partecipò ai Giochi della XIX Olimpiade che si sono svolti a Città del Messico dal 12 al 27 ottobre 1968, con una delegazione di 54 atleti impegnati in 11 discipline. Il bottino della squadra, alla sua sesta partecipazione ai Giochi estivi, fu di una medaglia d'argento e una di bronzo, entrambe conquistate nel pugilato.

## Medaglie
| Medaglia | Atleta          | Sport    | Evento             |
| -------- | --------------- | -------- | ------------------ |
| Argento  | Jee Yong-ju     | Pugilato | Pesi mosca leggeri |
| Bronzo   | Chang Kyou-chul | Pugilato | Pesi gallo         |

## Risultati

### Pallacanestro
| Atleta | Classifica |
| --- | ---------- |
| V · D · M Nazionale sudcoreana - Pallacanestro ai Giochi della XIX Olimpiade 4 Ha · 5 Lee B. · 6 Gwak · 7 Sin · 8 Yu · 9 Kim M. · 10 Park · 11 Choe · 12 Kim I. · 13 Kim Y. · 14 Lee I. · 15 Lee G. · All. Lee Gyeong-jae | 14°        |
| Nazionale sudcoreana - Pallacanestro ai Giochi della XIX Olimpiade |            |
| 4 Ha · 5 Lee B. · 6 Gwak · 7 Sin · 8 Yu · 9 Kim M. · 10 Park · 11 Choe · 12 Kim I. · 13 Kim Y. · 14 Lee I. · 15 Lee G. · All. Lee Gyeong-jae                                                                              |            |